# Exestastica ignobilis
Exestastica ignobilis es una especie de insecto coleóptero de la familia Chrysomelidae descrita en 1854 por Boheman.